# Hollywood Screen Test
Hollywood Screen Test era un programa de talentos que se emitió por la cadena televisiva estadounidense ABC desde 1948 hasta 1953.
Iniciado el 15 de abril de 1948 y presentado inicialmente por Bert Lytell y posteriormente por Neil Hamilton, Hollywood Screen Test le entregó exposición nacional a diversos actores principiantes que buscaban su gran oportunidad en la televisión. Los actores relativamente desconocidos eran seleccionados, y tenían media hora para realizar diálogos con actores establecidos.
Varias celebridades fueron descubiertas gracias a Hollywood Screen Test, incluyendo a Grace Kelly, Jack Klugman, Pernell Roberts, y Jack Lemmon.